# شیبچو، هوکایدو
شیبچو، هوکایدو (به لاتین: Shibecha, Hokkaido) یک منطقهٔ مسکونی در ژاپن است که در Kushiro Subprefecture واقع شده‌است. شیبچو ۸٬۵۶۷ نفر جمعیت دارد.